# العلاقات الأسترالية الزيمبابوية
العلاقات الأسترالية الزيمبابوية هي العلاقات الثنائية التي تجمع بين أستراليا وزيمبابوي.

## مقارنة بين البلدين
هذه مقارنة عامة ومرجعية للدولتين:
| وجه المقارنة                                              | أستراليا                                   | زيمبابوي |
| --------------------------------------------------------- | ------------------------------------------ | --- |
| المساحة (كم2)                                             | 7.69 مليون                                 | 390.76 ألف |
| عدد السكان (نسمة)                                         | 24.51 مليون                                | 16.53 مليون |
| الكثافة السكانية (ن./كم²)                                 | 3.19                                       | 42.3 |
| العاصمة                                                   | كانبرا، ملبورن                             | هراري |
| اللغة الرسمية                                             | لغة إنجليزية                               | لغة إنجليزية، اللغة الشونا، النديبيلية الشمالية ‏، لغة الشيشيوا، Barwe ‏، Kalanga language ‏، Tshwa language ‏، النداو ‏، اللغة التسونجا، لغة الإشارة الزيمبابوية ‏، اللغة السوتية، تونغا ‏، اللغة التسوانية، اللغة الفيندية، اللغة الكوسية |
| العملة                                                    | دولار أسترالي، جنيه إسترليني، جنيه أسترالي | دولار أمريكي |
| الناتج المحلي الإجمالي (بليون دولار)                      | 1.32 تريليون                               | 17.85 مليار |
| الناتج المحلي الإجمالي (تعادل القوة الشرائية) بليون دولار | 1.10 تريليون                               | 27.88 مليار |
| الناتج المحلي الإجمالي الاسمي للفرد دولار أمريكي          | 56.31 ألف                                  | 924 |
| الناتج المحلي الإجمالي للفرد دولار أمريكي                 | 45.92 ألف                                  | 1.79 ألف |
| مؤشر التنمية البشرية                                      | 0.939                                      | 0.509 |
| رمز المكالمات الدولي                                      | +61                                        | +263 |
| رمز الإنترنت                                              | .au                                        | .zw |
| المنطقة الزمنية                                           |                                            | ت ع م+02:00 |

## منظمات دولية مشتركة
يشترك البلدان في عضوية مجموعة من المنظمات الدولية، منها:
| علم المنظمة | اسم المنظمة                               | تاريخ انضمام أستراليا | تاريخ انضمام زيمبابوي |
| ----------- | ----------------------------------------- | --------------------- | --------------------- |
|             | مؤسسة التنمية الدولية                     | 24 سبتمبر 1960        | 29 سبتمبر 1980        |
|             | الأمم المتحدة                             | 1 نوفمبر 1945         | 25 أغسطس 1980         |
|             | منظمة التجارة العالمية                    | ?                     | ?                     |
|             | منظمة الشرطة الجنائية الدولية             | ?                     | ?                     |
|             | المركز الدولي لتسوية المنازعات الاستشارية | 1 يونيو 1991          | 19 يونيو 1994         |
|             | الاتحاد الدولي للاتصالات                  | 27 مايو 1878          | 10 فبراير 1981        |
|             | الفريق المعني برصد الأرض                  | ?                     | ?                     |
|             | البنك الدولي للإنشاء والتعمير             | 5 أغسطس 1947          | 29 سبتمبر 1980        |
|             | الاتحاد البريدي العالمي                   | ?                     | ?                     |
|             | منظمة حظر الأسلحة الكيميائية              | ?                     | ?                     |
|             | مؤسسة التمويل الدولية                     | 20 يوليو 1956         | 29 سبتمبر 1980        |
|             | وكالة ضمان الاستثمار متعدد الأطراف        | 10 فبراير 1999        | 10 أبريل 1992         |
|             | يونسكو                                    | 4 نوفمبر 1946         | 22 سبتمبر 1980        |

## أعلام
هذه قائمة لبعض الشخصيات التي تربطها علاقات بالبلدين:
- تأندو بيلافي (لاعب كرة قدم أسترالي، 17 أبريل 1987[28] – )
- جانين موراي (لاعبة جمباز إيقاعي أسترالية، 10 مارس 1990 – )
- كيفن باركر (موسيقي أسترالي، 20 يناير 1986 – )

## وصلات خارجية
- موقع وزارة الخارجية الأسترالية
- موقع وزارة الخارجية الزيمبابوية